# Ægte havgræs
Havgræs eller ægte havgræs er en betegnelse for blomsterplanter, hvis hele livscyklus foregår i havet, og som tåler oceanisk saltvand. Der findes omkring 60 arter af havgræsser, heraf fire i Europa: Ålegræs (også kaldet bændeltang, Zostera marina), dværgålegræs (Zostera noltii), Cymodocea nodosa og neptungræs (Posidonia ocenica). I danske farvande findes kun ålegræs og dværgålegræs.
Planteslægten Ruppia hedder havgræs på dansk og vokser i brak- og saltvand, men da disse planter ikke tåler oceanisk saltvand, regnes de ikke med til de ægte havgræsser.
Havgræsserne er opdelt i fire familier: Bændeltang- eller ålegræsfamilien (Zosteraceae), frøbid-familien (Hydrocharitaceae), Posidoniaceae og Cymodoceaceae, som alle hører til skeblad-ordenen (Alismatales). De er således trods navnet ikke græsser.

## Beskrivelse
Havgræsserne har jordstængler (rhizomer), som vokser vandret i havbunden, og hvorfra der sendes rødder ned i havbunden og græslignende blade op i vandet. Nogle havgræsser, bl.a. neptungræs, har også lodrette jordstængler. De vokser ofte på sandbund og kan klare sig i næringsfattigt vand, da de kan optage næringsstoffer fra havbunden gennem deres rødder. Dybden, som de vokser på, afhænger af, hvor klart vandet er, da de har brug for lys. I næringsfattigt, klart vand i troperne kan havgræsser vokse på mere end 50 meter dybt vand.

## Formering
Havgræssers blomster er små, men de har ganske store pollen. Normalt er blomsterpollen mikroskopiske, men havgræssers pollen er trådformede og kan blive op til 5 mm lange. Ålegræs har 2-3 mm lange pollen. Pollenet føres med havvandet. Hunblomsterne har to støvfang, som stikker ud i vandet for at opfange pollenet. Både pollen og støvfang har en klistret overflade, og hvis et pollen berører støvfanget, vil klisterbelægningerne reagere med hinanden og danne en stærk lim. Frøene varierer i størrelse fra 1-20 mm. Neptungræs' store frø kaldes havoliven. Store havgræsfrø kan flyde i havvand i dagevis og føres flere hundrede kilometer væk med havstrømmene. Mindre frø, som f.eks. ålegræsfrø, der måler 2-4 mm, synker hurtigt til bunds og spredes kun op til 14 meter fra moderplanten. Men visne frøbærende skud kan knække af planterne og drive mange kilometer væk.
Vegetativ formering er også vigtig for havgræsserne. De kan sprede sig over store områder ved hjælp af vandret voksende jordstængler i havbunden. Der er fundet kloner af ålegræs, der genetisk set er ét individ, som er over 100 meter store i Østersøen, og kloner af neptungræs i Middelhavet, som er flere kvadratkilometer store.

## Havgræsenge
Havgræsser danner havgræsenge, som er vigtige økosystemer i havene med stor produktion og stor artsrigdom. Engene beskytter også kysterne, da havgræssernes rødder og stængler stabiliserer bunden, og bladene dæmper bølgerne. Tropiske havgræsenge har stor nok produktion til, at store dyr som søkøer og vegetariske havskildpadder kan leve af dem.